# بامير آلاي
بامير آلاي (أيضًا باميرو آلاي، (بالروسية: Памиро-Алай)‏) هو نظام جبلي في طاجيكستان وقيرغيزستان وأوزبكستان، يشمل أربع سلاسل جبلية رئيسية تمتد غربًا من جبال تيان شان، وتقع شمال سلسلة جبال بامير الرئيسة. تعد بشكل مختلف جزءًا من تيان شان، من بامير، أو نظام جبلي منفصل. يستخدم مصطلح «باميرو-آلاي» أيضًا للإشارة إلى المنطقة الجبلية التي تشمل بامير وبامير-آلاي المناسب (يشار إليها فيما بعد باسم "Gissaro-Alay") والمنخفض الطاجيكي.
يمتد بامير-آلاي بين أودية نهري سيرا دريه (وادي فرغانة) إلى الشمال وفخش إلى الجنوب. أعلى قمة لها هي بيك سكاليستي ((بالروسية: пик Скалистый)‏، «القمة الصخرية»)، بارتفاع 5621 م، في سلسلة جبال تركستان. يبلغ طول بامير-آلاي حوالي 900 كيلو مترًا في اتجاه غرب-شرق، وحتى 150 كيلومترًا كيلو متر في الجزء الغربي.

## السلاسل الفرعية الرئيسية
ينقسم بامير-آلاي إلى السلاسل الجبلية التالية:
- جبال تركستان (5,621 م)
- جبال ألاي (5,544 م)
- جبال زرافشان (5,489 م) بما في ذلك جبال فن
- جبال جيسار (4643 م)، بما في ذلك جبال كوتينداغ